# أبو قعقاع
أبو قعقاع هو اسم مستعار للمتحدث الرسمي باسم الجماعة المسلحة النيجيرية بوكو حرام. وُصف بأنه كبير مسؤولي المعلومات وقائد رئيسي في الجماعة المتشددة، وكان معروفًا بالتحدث إلى المراسلين لشرح دوافع المجموعة ونسبتها ومسؤوليتها عن الهجمات. في أوقات مختلفة ادعت الحكومة النيجيرية اعتقاله أو وفاته، لكن بوكو حرام أنكرت ذلك.
اعتقلت الحكومة النيجيرية رجلاً يدعي أنه أبو قعقاع في أواخر يناير أو أوائل فبراير 2012، لكن إثبات هويته الحقيقية يمثل تحديًا لأن أبو قعقاع اسم مستعار. وتصف بعض التقارير الاعتقال بانشقاق. بعد الاعتقال قدم رجل آخر نفسه للصحفيين على أنه أبو القعقاع «الحقيقي»، لكن الصحافة تسميه الآن أبو قعقاع الثاني. ظهر في وقت لاحق ما لا يقل واحد يدعي أنه أبو قعقاع إضافي، يشار إليه أحيانًا باسم أبو القعقاع الثالث.
تجدر الإشارة إلى أنه في حديث هاتفي مع المراسلين في نوفمبر 2012 قال أحد أفراد أبو ققص الجدد «نحن مع القاعدة، إنهم يروجون لقضية الإسلام، تمامًا كما نفعل، لذا فهم يساعدوننا في كفاحنا ونحن نساعد لهم أيضًا».
تم اختيار الاسم أيضًا من قبل أفراد غير مرتبطين عبر الإنترنت. أعرب مستخدم في مانشستر على موقع تويتر يستخدم معرف أبو قعقاع عن موافقته على قطع رؤوس داعش في سوريا عام 2014. تستخدم عدة مدونات اسم أبو القعقاع للترويج لآراء إسلامية.